# فريدريك شولتسه
فريدريك شولتسه (بالألمانية: Friedrich Schulze)‏ هو مهندس معماري ألماني، ولد في 18 مارس 1843 في Colbitz ‏ في ألمانيا، وتوفي في 30 يوليو 1912 في برلين شتجليتز في ألمانيا.